# Christian Vanneste
Christian Jules Alfred Vanneste (ur. 14 lipca 1947 w Tourcoing) – francuski polityk i nauczyciel.

## Życiorys
Z wykształcenia filozof. Przed rozpoczęciem kariery politycznej pracował jako nauczyciel w liceum, był też zastępcą dyrektora szkoły średniej. W latach 80. pełnił funkcję zastępcy mera miasta Tourcoing. Od 1986 do 2002 zasiadał w radzie regionalnej Nord-Pas-de-Calais.
Sprawował mandat deputowanego do Zgromadzenia Narodowego w latach 1993–1997 i ponownie w latach 2002–2007. Po raz trzeci został wybrany w wyborach parlamentarnych w 2007 z poparciem Unii na rzecz Ruchu Ludowego. Należał do liderów niewielkiej konserwatywnej partii Narodowe Centrum Niezależnych i Chłopów, blisko współpracującej z UMP. Opuścił to ugrupowanie w 2009, pozostając we frakcji Unii na rzecz Ruchu Ludowego. W wyborach parlamentarnych w 2012 kandydował jako niezależny (formalnie jako kandydat Zgromadzenia na rzecz Francji), przegrywając w pierwszej turze.
W styczniu 2006 stał się pierwszym obywatelem Francji ukaranym za głoszone poglądy określane jako homofobiczne. W trakcie debaty parlamentarnej Christian Vanneste stwierdził, iż homoseksualizm stanowi w pewnych przypadkach zagrożenie dla ludzkości. Sąd w Lille wymierzył mu grzywnę w kwocie 3000 euro oraz zasądził od niego nawiązki po 2000 euro na rzecz trzech organizacji LGBT. Wyrok został podtrzymany przez sąd apelacyjny w Douai w styczniu 2007. W listopadzie 2008 orzeczenia te zostały uchylone przez francuski Sąd Najwyższy, który uznał, że jego wypowiedź nie przekraczała granic wolności słowa.